# Сельское поселение Рахмановское (Московская область)
Сельское поселение Рахмановское — упразднённое в 2017 году муниципальное образование (сельское поселение) упразднённого Павлово-Посадского муниципального района Московской области.

## Общие сведения
Образовано 01.01.2006 года на основании закона Московской области от 15.02.2005 № 41/2005-ОЗ «О статусе и границах Павлово-Посадского муниципального района и вновь образованных в его составе муниципальных образований» (принят постановлением Мособлдумы от 26.01.2005 № 2/126-П). Административный центр — село Рахманово.
Глава сельского поселения — Каширин Владимир Николаевич. Адрес администрации сельского поселения: 142520, Московская область, Павлово-Посадский район, с. Рахманово, д. 84.

## География
На севере граничит с городским поселением Павловский Посад, на юге — с сельским поселением Аверкиевское, на востоке — с сельским поселением Улитинское, на западе — с Ногинским районом. Площадь территории составляет 7394 га.

## Состав поселения
В границе сельского поселения находятся 11 населённых пунктов (9 деревень и 2 села):
| Вид     | Наименование | Население, 2010 чел. |
| ------- | ------------ | -------------------- |
| деревня | Быково       | 108                  |
| деревня | Грибаново    | 171                  |
| деревня | Дмитрово     | 115                  |
| деревня | Игнатово     | 49                   |
| село    | Казанское    | 375                  |
| деревня | Криулино     | 58                   |
| село    | Рахманово    | 2577                 |
| деревня | Сонино       | 134                  |
| деревня | Субботино    | 57                   |
| деревня | Фатеево      | 223                  |
| деревня | Фомино       | 141                  |

## Население
| 2006  | 2007  | 2008  | 2009  | 2010  | 2011  |
| ----- | ----- | ----- | ----- | ----- | ----- |
| 3994  | ↗4032 | ↘4019 | ↘4006 | ↗4008 | ↗4066 |
| 2012  | 2013  | 2014  | 2015  | 2016  | 2017  |
| →4066 | ↗4087 | ↗4109 | ↘4092 | ↘4070 | ↘4035 |

Согласно переписи 2010 года общая численность населения — 4008 человек, в том числе 1751 мужчина и 2257 женщин, что в процентном соотношение составляет 43,7 и 56,3 %.
Максимальное число жителей поселения проживают в сёлах Рахманово и Казанское, минимальное число — в деревне Игнатово — 37 человек.
Демографическая структура поселения:
- население в возрасте моложе трудоспособного составляет 27 % общей численности населения;
- в трудоспособном возрасте — 58 % населения;
- старше трудоспособного — 14 % населения.